# Ferrari SF21
La Ferrari SF21 (codice interno 673) è la sessantasettesima monoposto di Formula 1 realizzata dalla Ferrari, per partecipare al campionato mondiale di Formula 1 2021. La vettura è stata presentata il 10 marzo 2021 ed è la stretta evoluzione della precedente SF1000, essendo basata sullo stesso telaio e condividendone molti componenti non modificabili da regolamento.

## Livrea
La livrea ricalca lo stile adottato dalle vetture della Scuderia nel biennio precedente, caratterizzato dal colore rosso opaco. Differentemente dagli anni passati però, il retrotreno, compresa l'ala posteriore, sfuma sull'amaranto, il colore della 125 S, prima vettura prodotta dalla Scuderia, già utilizzato per la livrea celebrativa dei 1000 Gran Premi usata dalla SF1000 in occasione del Gran Premio della Toscana 2020. La grafica dei numeri di gara riprende quella usata sulle vetture del Cavallino nel secondo dopoguerra, dettaglio anch'esso già visto al Mugello l'anno precedente, mentre come novità c'è il logo del title sponsor Mission Winnow che, sul cofano motore, è colorato in verde. Tra gli altri sponsor, debutta il nuovo fornitore di orologi Richard Mille, che subentra al concorrente Hublot, e i cui loghi sono posizionati sugli attacchi dell'Halo al telaio; il nuovo pilota Carlos Sainz Jr. porta inoltre in dote lo sponsor personale Estrella Galicia 0,0, posizionato sull'headrest.
Dal Gran Premio di Francia al Gran Premio d'Italia e ancora nel Gran Premio di Turchia, i loghi Mission Winnow vengono tolti dalla vettura poiché recepiti dalle legislazioni locali come una forma di pubblicità indiretta al tabacco; sempre dall'appuntamento del Paul Ricard si aggiunge il nuovo sponsor Amazon Web Services con loghi posizionati sul muso, all'interno delle paratie verticali dell'ala anteriore e sul cofano motore.

## Caratteristiche

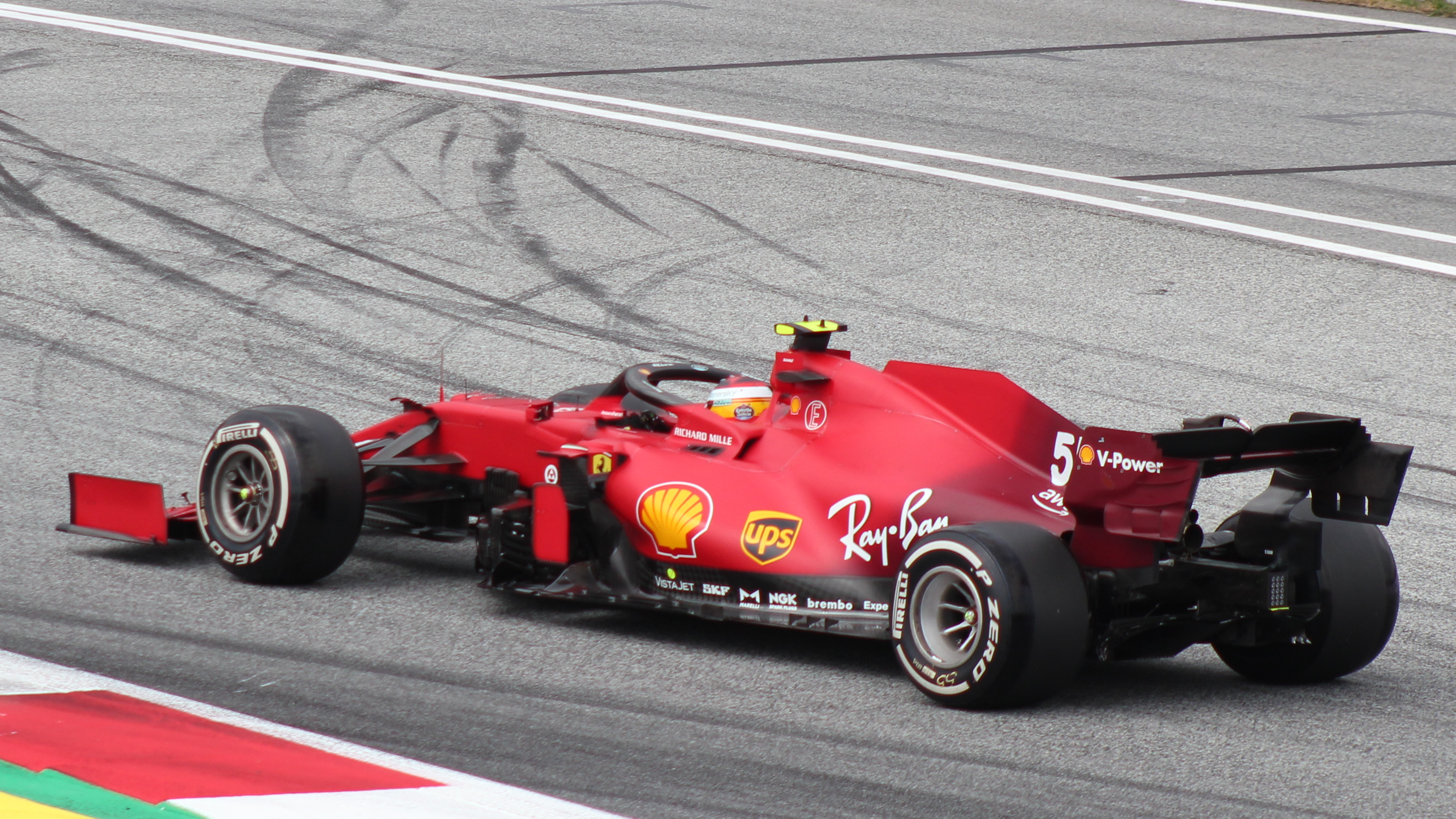
Vista posteriore della SF21 di Carlos Sainz Jr. al Red Bull Ring

La SF21 non differisce molto dalla precedente SF1000, essendo i regolamenti del 2021 molto restrittivi in termini di evoluzione dell'auto, ma, come imposto dal regolamento, è dotata di un nuovo fondo che è ridotto nella parte posteriore oltre che di un diffusore e delle prese dei freni posteriori con appendici aerodinamiche anch'esse ridotte nelle dimensioni.
Dal punto di vista aerodinamico la SF21 porta una novità ai piloni di sostegno dell'ala anteriore, più stretti, seppure la struttura del muso rimane invariata, mentre sulla parte alta dello stesso sono presenti due nuove appendici aerodinamiche. I radiatori sono stati rivisti permettendo una forma delle pance che scende verso il fondo e delle prese d'aria leggermente più piccole. L'airscope ha una forma più tonda, non più triangolare, ma, come per la SF1000, rimane affiancato da due appendici aerodinamiche. Dal momento che per la stagione 2021 gli aggiornamenti sono limitati a due gettoni da poter investire in una componente della vettura, la Ferrari ha scelto di concentrarsi sulla modifica della struttura del cambio, il quale ha permesso una maggiore rastrematura della parte posteriore della monoposto. La vettura è dotata del nuovo motore 065/6, che ha subito modifiche al sistema ERS che, grazie alla nuova turbina, leggermente più piccola della precedente, è migliorato in termini di efficienza, ovvero di recupero dell'energia, mentre anche l'intercooler è stato riposizionato.
Sul motore a combustione interna si è lavorato per cercare di aumentarne il grado di efficienza termica, anche grazie al contributo del fornitore Shell.

## Carriera agonistica

### Test
Nei test pre-stagionali tenutisi in Bahrain a marzo la SF21 mostra diversi miglioramenti rispetto all'annata precedente: la velocità in rettilineo è aumentata grazie agli sviluppi a livello di motore e il bilanciamento della monoposto sembra migliorato. Tuttavia nel passo gara la monoposto fatica a ottenere buoni risultati, complice anche un alto degrado degli pneumatici. In tutte le tre giornate di test vengono impiegati entrambi i piloti ferraristi: la migliore prestazione è quella di Sainz Jr., piazzatosi terzo nell'ultima giornata.

### Stagione
La SF21 si presenta al campionato 2021 con basse aspettative, complice il deludente sesto posto ottenuto dalla SF1000 nella stagione precedente, il peggiore risultato da quaranta anni; gli obiettivi per la nuova monoposto sono quelli di dimezzare lo svantaggio dalla concorrenza e puntare alla terza piazza tra i costruttori quale obiettivo più realistico. L'avvio di campionato rispecchia le aspettative della Scuderia che, pur rimanendo ancora lontana da Mercedes e Red Bull, riesce a competere con la McLaren per il terzo posto in classifica costruttori.

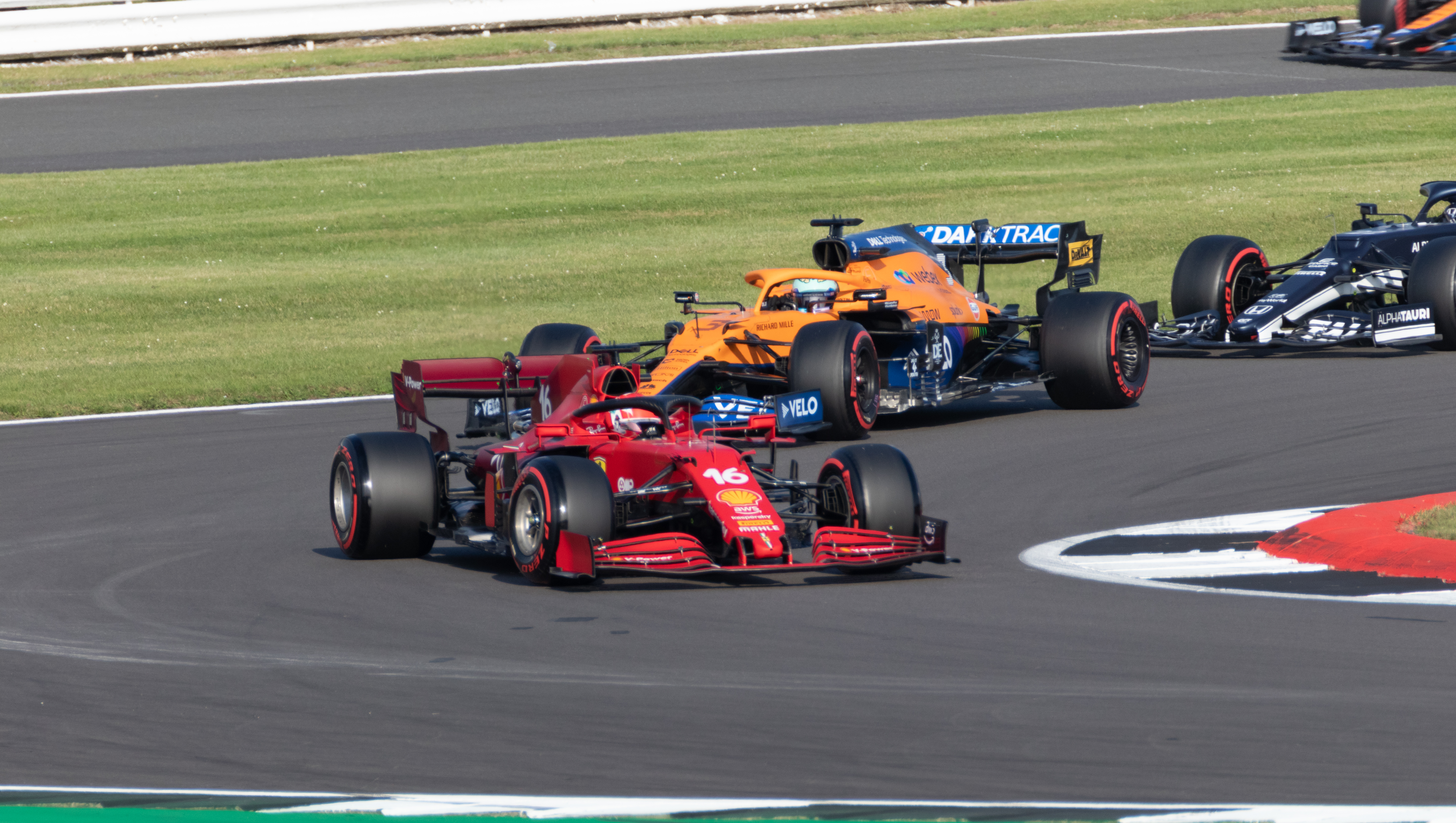
Leclerc precede la McLaren MCL35M di Daniel Ricciardo nelle prove libere del Gran Premio di Gran Bretagna: il duello con il team di Woking per il ruolo di terza forza in griglia sarà il leitmotiv stagionale in casa ferrarista.

Al debutto in Bahrain le monoposto di Leclerc e Sainz Jr. evidenziano un buon passo, pagando tuttavia un minuto dalla vettura vincitrice. In Emilia-Romagna la Scuderia coglie un quarto e un quinto posto, a causa di una bandiera rossa che annulla il vantaggio accumulato da Leclerc, secondo prima della sospensione. A Monaco ancora Leclerc riporta il Cavallino in pole position dopo un anno e mezzo; proprio nella sessione di qualifica, tuttavia, il ferrarista danneggia seriamente la sua monoposto, non riuscendo a prendere parte alla propria gara di casa Il fine settimana del Principato è comunque positivo per Maranello poiché Sainz  Jr. riesce a conquistare il primo podio stagionale con il secondo posto alle spalle del vincitore Max Verstappen.
In questa fase iniziale del campionato la SF21 si conferma molto veloce sul giro secco ma carente sul passo gara – in particolare nel non riuscire a sfruttare al meglio la monogomma Pirelli a mescola morbida –: in Azerbaigian Leclerc conquista la seconda partenza al palo consecutiva, salvo cedere terreno il giorno dopo e chiudere di nuovo a ridosso del podio. I piazzamenti a punti dei due ferraristi permettono comunque alla Scuderia, al termine dell'appuntamento di Baku, di occupare per la prima volta il terzo posto tra i costruttori.

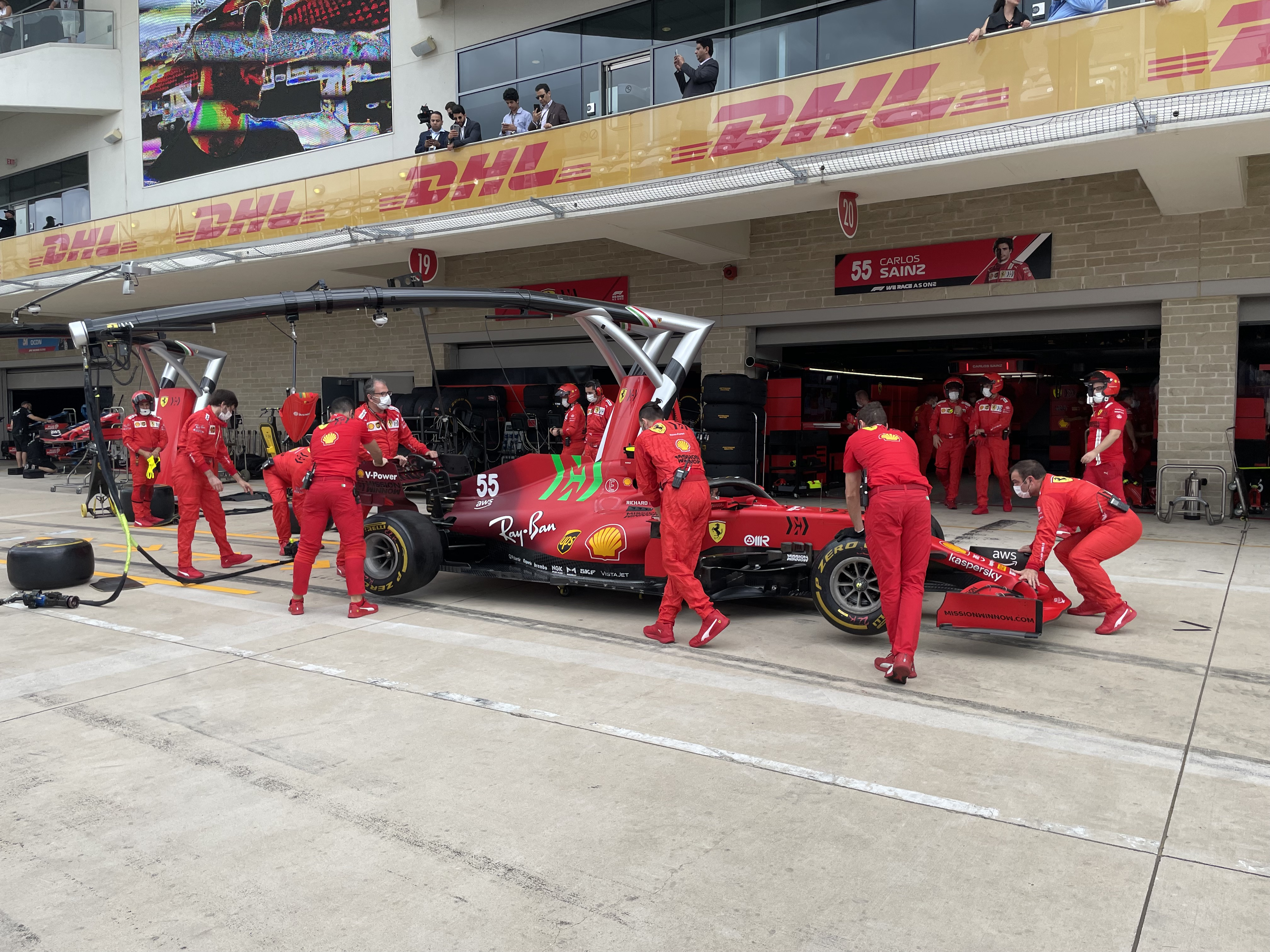
La SF21 di Sainz Jr. nei box di Austin prima del Gran Premio degli Stati Uniti d'America

Nel successivo Gran Premio di Francia, tuttavia, c'è un brusco passo indietro nelle prestazioni della SF21 che riporta la Ferrari agli scarsi livelli del 2020, con entrambe le vetture fuori dalla zona punti. Per gli appuntamenti di Stiria e Austria, entrambi corsi al Red Bull Ring, il team italiano prova quindi ad attuare una strategia diversa, privilegiando il passo gara rispetto alla qualifica: in entrambi i Gran Premi, a fronte di un risultato deludente al sabato, i due piloti riescono a rimontare alla domenica, terminando a punti. In Gran Bretagna la Scuderia si dimostra di nuovo in grado di giocarsela alla pari con la McLaren e anzi, riesce con Leclerc a condurre la gara fino a pochi giri dal termine, quando il monegasco deve accontentarsi della piazza d'onore a fronte della rimonta di Lewis Hamilton; nella circostanza il ferrarista torna sul podio dal Gran Premio di Gran Bretagna 2020.
Nel prosieguo di stagione, in Ungheria e Russia è invece Sainz  Jr. a salire sugli scudi, ottenendo due terzi posti: all'Hungaroring lo spagnolo, quarto al traguardo, giova della squalifica dell'Aston Martin di Sebastian Vettel nelle verifiche post-gara, mentre a Soči, in un Gran Premio scombussolato dalle condizioni climatiche, riesce comunque a far fruttare la sua migliore qualifica stagionale con il secondo posto in griglia. Le ultime gare vedono un generale miglioramento delle prestazioni, dovuto principalmente all'introduzione, dal Gran Premio di Russia per Leclerc e dal Gran Premio di Turchia per Sainz, di uno nuovo sistema ERS che garantisce un'erogazione della potenza elettrica migliorata, in uscita curva e in rettilineo; questo permette ai due alfieri della Rossa di sfidare in una posizione favorevole la rivale McLaren, con la gara in terra turca e il successivo trittico americano (Stati Uniti d'America-Città del Messico-San Paolo) che permettono alla casa di Maranello di sopravanzare le vetture papaya con entrambe le macchine e consolidare il terzo posto nei costruttori.
Le ultime gare in Medio Oriente vedono una Ferrari un po' più opaca ma capace di mantenere il piazzamento in classifica, con Sainz  Jr. che riesce, nel finale di stagione ad Abu Dhabi, a sfruttare i concitati momenti finali per guadagnare l'ultimo podio stagionale, il quarto personale e il quinto per la SF21.

## Piloti
| Piloti ufficiali       | Piloti ufficiali   | Piloti ufficiali |
| Nazione                | Nome               | Numero           |
| ---------------------- | ------------------ | ---------------- |
| Monaco (bandiera)      | Charles Leclerc    | 16               |
| Spagna (bandiera)      | Carlos Sainz Jr.   | 55               |
| Piloti di riserva      |                    |                  |
| Nazione                | Nome               | Numero           |
| Italia (bandiera)      | Antonio Giovinazzi | 99               |
| Regno Unito (bandiera) | Callum Ilott       | Callum Ilott     |
| Italia (bandiera)      | Antonio Fuoco      | 38               |
| Italia (bandiera)      | Davide Rigon       | Davide Rigon     |

## Risultati in Formula 1
| Anno | Team    | Motore  | Gomme | Piloti    |   |   |    |   |    |   |    |   |   |   |     |    |   |   |    |   |   |   |    |   |   |    | Punti | Pos. |
| ---- | ------- | ------- | ----- | --------- | - | - | -- | - | -- | - | -- | - | - | - | --- | -- | - | - | -- | - | - | - | -- | - | - | -- | ----- | ---- |
| 2021 | Ferrari | Ferrari | P     | Leclerc   | 6 | 4 | 6  | 4 | NP | 4 | 16 | 7 | 8 | 2 | Rit | 8  | 5 | 4 | 15 | 4 | 4 | 5 | 5  | 8 | 7 | 10 | 323,5 | 3º   |
| 2021 | Ferrari | Ferrari | P     | Sainz Jr. | 8 | 5 | 11 | 7 | 2  | 8 | 11 | 6 | 5 | 6 | 3   | 10 | 7 | 6 | 3  | 8 | 7 | 6 | 63 | 7 | 8 | 3  | 323,5 | 3º   |

| Legenda | 1º posto     | 2º posto | 3º posto    | A punti         | Senza punti/Non class.  | Grassetto – Pole position Corsivo – Giro più veloce Apice – Risultato Qualifica Sprint (A punti) |
| Legenda | Squalificato | Ritirato | Non partito | Non qualificato | Solo prove/Terzo pilota | Grassetto – Pole position Corsivo – Giro più veloce Apice – Risultato Qualifica Sprint (A punti) |

- Nel Gran Premio del Belgio non è stato coperto il 75% della distanza prevista, quindi i punti assegnati sono la metà di quelli previsti per la distanza completa; i giri più veloci non sono stati riconosciuti nella classifica finale del Gran Premio.[27]